# Караван-сарай Ханлыг Мухтар
Караван-сарай Ханлыг Мухтара(азерб. Xanlıq Muxtar karvansarayı) —  караван-сарай в городе Шуша, в Азербайджане.

## Историческая справка
Караван-сарай был построен в городе Шуша в XVIII веке Ханлыгом Мухтаром. Хотя письменных сведений о Ханлыге Мухтаре в истории немного, известно, что он служил в ханском дворце и был одним из уважаемых людей города.
Фиридун Шушинский в своём произведении, посвящённом историческим и культурным памятникам Шуши, отмечал, что ближе к концу XIX века в Шуше имелось 10 караван-сараев. Известны названия ряда из них: «Хаджи Аббаса», «Катырчи Мурада», «Мирсиаб оглы», «Шейтан базар», в том числе и «Ханлыг Мухтара». 
После оккупации города армянами в 1992 году исламские элементы и арабские надписи в караван-сарае были заменены. 
Караван-сарай государственного значения, принадлежит Шушинскому государственному историко-архитектурному заповеднику, расположен по адресу улица М. Ф. Ахундова, 29, Шуша. Распоряжением Кабинета министров Азербайджанской Республики от 2 августа 2001 года караван-сарай взят под охрану государства как архитектурный памятник истории и культуры национального значения (инв № 352).